# Pourouma phaeotricha
Pourouma phaeotricha är en nässelväxtart som beskrevs av Gottfried Wilhelm Johannes Mildbraed. Pourouma phaeotricha ingår i släktet Pourouma och familjen nässelväxter. Inga underarter finns listade i Catalogue of Life.